# Konopodium
Konopodium (Conopodium) – rodzaj roślin należący do rodziny selerowatych Apiaceae. Obejmuje 6–8 gatunków. Występują one w Eurazji, głównie w basenie Morza Śródziemnego. Gatunek konopodium większe (C. majus) stwierdzony został w Polsce jako przejściowo dziczejący (efemerofit).
Bulwiaste korzenie konopodium większego są jadalne po upieczeniu.

## Systematyka
Pozycja systematyczna
Rodzaj w obrębie rodziny selerowatych (baldaszkowatych) Apiaceae klasyfikowany jest do podrodziny Apioideae, plemienia Scandiceae i podplemienia Scandicinae.
Wykaz gatunków
- Conopodium arvense (Coss.) Calest.
- Conopodium bunioides (Boiss.) Calest.
- Conopodium glaberrimum (Desf.) Engstrand.
- Conopodium majus (Gouan) Loret – konopodium większe[6][8]
- Conopodium marianum Lange
- Conopodium pyrenaeum (Loisel.) Miégev.
- Conopodium subcarneum (Boiss. & Reut.) Boiss.
- Conopodium thalictrifolium (Boiss.) Calest.